# Suddivisione amministrativa dello Shandong
La provincia dello Shandong è suddivisa amministrativamente nei seguenti tre livelli:
- 17 prefetture (地区 dìqū)
  - 15 città con status di prefettura
  - 2 città subprovinciali
- 140 contee
  - 31 città con status di contea (县级市 xiànjíshì)
  - 60 contee (县 xiàn)
  - 49 distretti
- 1931 città (镇 zhèn)
  - 1194 città (镇 zhèn)
  - 276 comuni (乡 xiāng)
  - 1 comune etnico (民族乡 mínzúxiāng)
  - 460 sotto-distretti (街道办事处 jiēdàobànshìchù)

| Prefettura                     | Contee, distretti e città | Contee, distretti e città | Contee, distretti e città |
| Prefettura                     | Name                      | Cinese (S)                | Pinyin                    |
| ------------------------------ | ------------------------- | ------------------------- | ------------------------- |
| Jinan 济南市 Jǐnán Shì         | Distretto di Shizhong     | 市中区                    | Shìzhōng Qū               |
| Jinan 济南市 Jǐnán Shì         | Distretto di Lixia        | 历下区                    | Lìxià Qū                  |
| Jinan 济南市 Jǐnán Shì         | Distretto di Tianqiao     | 天桥区                    | Tiānqiáo Qū               |
| Jinan 济南市 Jǐnán Shì         | Distretto di Huaiyin      | 槐荫区                    | Huáiyīn Qū                |
| Jinan 济南市 Jǐnán Shì         | Distretto di Licheng      | 历城区                    | Lìchéng Qū                |
| Jinan 济南市 Jǐnán Shì         | Distretto di Changqing    | 长清区                    | Chángqīng Qū              |
| Jinan 济南市 Jǐnán Shì         | Distretto di Laiwu        | 莱城区                    | Láichéng Qū               |
| Jinan 济南市 Jǐnán Shì         | Distretto di Gangcheng    | 钢城区                    | Gāngchéng Qū              |
| Jinan 济南市 Jǐnán Shì         | Distretto di Zhangqiu     | 章丘区                    | Zhāngqiū Qū               |
| Jinan 济南市 Jǐnán Shì         | Distretto di Jiyang       | 济阳县                    | Jǐyáng Xiàn               |
| Jinan 济南市 Jǐnán Shì         | Contea di Pingyin         | 平阴县                    | Píngyīn Xiàn              |
| Jinan 济南市 Jǐnán Shì         | Contea di Shanghe         | 商河县                    | Shānghé Xiàn              |
| Liaocheng 聊城市 Liáochéng Shì | Distretto di Dongchangfu  | 东昌府区                  | Dōngchāngfǔ Qū            |
| Liaocheng 聊城市 Liáochéng Shì | Distretto di Chiping      | 茌平区                    | Chípíng Qū                |
| Liaocheng 聊城市 Liáochéng Shì | Contea di Yanggu          | 阳谷县                    | Yánggǔ Xiàn               |
| Liaocheng 聊城市 Liáochéng Shì | Contea di Shen            | 莘县                      | Shēn Xiàn                 |
| Liaocheng 聊城市 Liáochéng Shì | Contea di Dong'e          | 东阿县                    | Dōng'ē Xiàn               |
| Liaocheng 聊城市 Liáochéng Shì | Contea di Guan            | 冠县                      | Guàn Xiàn                 |
| Liaocheng 聊城市 Liáochéng Shì | Contea di Gaotang         | 高唐县                    | Gāotáng Xiàn              |
| Liaocheng 聊城市 Liáochéng Shì | Linqing                   | 临清市                    | Línqīng Shì               |
| Dezhou 德州市 Dézhōu Shì       | Distretto di Decheng      | 德城区                    | Déchéng Qū                |
| Dezhou 德州市 Dézhōu Shì       | Distretto di Lingcheng    | 陵城区                    | Língchéng Qū              |
| Dezhou 德州市 Dézhōu Shì       | Contea di Pingyuan        | 平原县                    | Píngyuán Xiàn             |
| Dezhou 德州市 Dézhōu Shì       | Contea di Xiajin          | 夏津县                    | Xiàjīn Xiàn               |
| Dezhou 德州市 Dézhōu Shì       | Contea di Wucheng         | 武城县                    | Wǔchéng Xiàn              |
| Dezhou 德州市 Dézhōu Shì       | Contea di Qihe            | 齐河县                    | Qíhé Xiàn                 |
| Dezhou 德州市 Dézhōu Shì       | Contea di Linyi           | 临邑县                    | Línyì Xiàn                |
| Dezhou 德州市 Dézhōu Shì       | Contea di Ningjin         | 宁津县                    | Níngjīn Xiàn              |
| Dezhou 德州市 Dézhōu Shì       | Contea di Qingyun         | 庆云县                    | Qìngyún Xiàn              |
| Dezhou 德州市 Dézhōu Shì       | Laoling                   | 乐陵市                    | Lèlíng Shì                |
| Dezhou 德州市 Dézhōu Shì       | Yucheng                   | 禹城市                    | Yǔchéng Shì               |
| Dongying 东营市 Dōngyíng Shì   | Distretto di Dongying     | 东营区                    | Dōngyíng Qū               |
| Dongying 东营市 Dōngyíng Shì   | Distretto di Hekou        | 河口区                    | Hékǒu Qū                  |
| Dongying 东营市 Dōngyíng Shì   | Distretto di Kenli        | 垦利区                    | Kěnlì Qū                  |
| Dongying 东营市 Dōngyíng Shì   | Contea di Guangrao        | 广饶县                    | Guǎngráo Xiàn             |
| Dongying 东营市 Dōngyíng Shì   | Contea di Lijin           | 利津县                    | Lìjīn Xiàn                |
| Zibo 淄博市 Zībó Shì           | Distretto di Zhangdian    | 张店区                    | Zhāngdiàn Qū              |
| Zibo 淄博市 Zībó Shì           | Distretto di Linzi        | 临淄区                    | Línzī Qū                  |
| Zibo 淄博市 Zībó Shì           | Distretto di Zichuan      | 淄川区                    | Zīchuān Qū                |
| Zibo 淄博市 Zībó Shì           | Distretto di Boshan       | 博山区                    | Bóshān Qū                 |
| Zibo 淄博市 Zībó Shì           | Distretto di Zhoucun      | 周村区                    | Zhōucūn Qū                |
| Zibo 淄博市 Zībó Shì           | Contea di Huantai         | 桓台县                    | Huántái Xiàn              |
| Zibo 淄博市 Zībó Shì           | Contea di Gaoqing         | 高青县                    | Gāoqīng Xiàn              |
| Zibo 淄博市 Zībó Shì           | Contea di Yiyuan          | 沂源县                    | Yíyuán Xiàn               |
| Weifang 潍坊市 Wéifāng Shì     | Distretto di Weicheng     | 潍城区                    | Wéichéng Qū               |
| Weifang 潍坊市 Wéifāng Shì     | Distretto di Hanting      | 寒亭区                    | Hántíng Qū                |
| Weifang 潍坊市 Wéifāng Shì     | Distretto di Fangzi       | 坊子区                    | Fāngzi Qū                 |
| Weifang 潍坊市 Wéifāng Shì     | Distretto di Kuiwen       | 奎文区                    | Kuíwén Qū                 |
| Weifang 潍坊市 Wéifāng Shì     | Contea di Linqu           | 临朐县                    | Línqú Xiàn                |
| Weifang 潍坊市 Wéifāng Shì     | Contea di Changle         | 昌乐县                    | Chānglè Xiàn              |
| Weifang 潍坊市 Wéifāng Shì     | Anqiu                     | 安丘市                    | Ānqiū Shì                 |
| Weifang 潍坊市 Wéifāng Shì     | Changyi                   | 昌邑市                    | Chāngyì Shì               |
| Weifang 潍坊市 Wéifāng Shì     | Gaomi                     | 高密市                    | Gāomì Shì                 |
| Weifang 潍坊市 Wéifāng Shì     | Qingzhou                  | 青州市                    | Qīngzhōu Shì              |
| Weifang 潍坊市 Wéifāng Shì     | Zhucheng                  | 诸城市                    | Zhūchéng Shì              |
| Weifang 潍坊市 Wéifāng Shì     | Shouguang                 | 寿光市                    | Shòuguāng Shì             |
| Yantai 烟台市 Yāntái Shì       | Distretto di Zhifu        | 芝罘区                    | Zhīfú Qū                  |
| Yantai 烟台市 Yāntái Shì       | Distretto di Muping       | 牟平区                    | Mùpíng Qū                 |
| Yantai 烟台市 Yāntái Shì       | Distretto di Fushan       | 福山区                    | Fúshān Qū                 |
| Yantai 烟台市 Yāntái Shì       | Distretto di Laishan      | 莱山区                    | Láishān Qū                |
| Yantai 烟台市 Yāntái Shì       | Distretto di Penglai      | 蓬莱区                    | Pénglái Qū                |
| Yantai 烟台市 Yāntái Shì       | Contea di Changdao        | 长岛县                    | Chángdǎo Xiàn             |
| Yantai 烟台市 Yāntái Shì       | Longkou                   | 龙口市                    | Lóngkǒu Shì               |
| Yantai 烟台市 Yāntái Shì       | Haiyang                   | 海阳市                    | Hǎiyáng Shì               |
| Yantai 烟台市 Yāntái Shì       | Laiyang                   | 莱阳市                    | Láiyáng Shì               |
| Yantai 烟台市 Yāntái Shì       | Laizhou                   | 莱州市                    | Láizhōu Shì               |
| Yantai 烟台市 Yāntái Shì       | Zhaoyuan                  | 招远市                    | Zhāoyuǎn Shì              |
| Yantai 烟台市 Yāntái Shì       | Qixia                     | 栖霞市                    | Qīxiá Shì                 |
| Weihai 威海市 Wēihǎi Shì       | Distretto di Huancui      | 环翠区                    | Huáncuì Qū                |
| Weihai 威海市 Wēihǎi Shì       | Distretto di Wendeng      | 文登区                    | Wéndēng Qū                |
| Weihai 威海市 Wēihǎi Shì       | Rongcheng                 | 荣成市                    | Róngchéng Shì             |
| Weihai 威海市 Wēihǎi Shì       | Rushan                    | 乳山市                    | Rǔshān Shì                |
| Tsingtao 青岛市 Qīngdǎo Shì    | Distretto di Shinan       | 市南区                    | Shìnán Qū                 |
| Tsingtao 青岛市 Qīngdǎo Shì    | Distretto di Shibei       | 市北区                    | Shìběi Qū                 |
| Tsingtao 青岛市 Qīngdǎo Shì    | Distretto di Chengyang    | 城阳区                    | Chéngyáng Qū              |
| Tsingtao 青岛市 Qīngdǎo Shì    | Distretto di Licang       | 李沧区                    | Lǐcāng Qū                 |
| Tsingtao 青岛市 Qīngdǎo Shì    | Distretto di Huangdao     | 黄岛区                    | Huángdǎo Qū               |
| Tsingtao 青岛市 Qīngdǎo Shì    | Distretto di Laoshan      | 崂山区                    | Láoshān Qū                |
| Tsingtao 青岛市 Qīngdǎo Shì    | Distretto di Jimo         | 即墨区                    | Jìmò Qū                   |
| Tsingtao 青岛市 Qīngdǎo Shì    | Jiaozhou                  | 胶州市                    | Jiāozhōu Shì              |
| Tsingtao 青岛市 Qīngdǎo Shì    | Pingdu                    | 平度市                    | Píngdù Shì                |
| Tsingtao 青岛市 Qīngdǎo Shì    | Laixi                     | 莱西市                    | Láixī Shì                 |
| Rizhao 日照市 Rìzhào Shì       | Distretto di Donggang     | 东港区                    | Dōnggǎng Qū               |
| Rizhao 日照市 Rìzhào Shì       | Distretto di Lanshan      | 岚山区                    | Lánshān Qū                |
| Rizhao 日照市 Rìzhào Shì       | Contea di Wulian          | 五莲县                    | Wǔlián Xiàn               |
| Rizhao 日照市 Rìzhào Shì       | Contea di Ju              | 莒县                      | Jǔ Xiàn                   |
| Linyi 临沂市 Línyí Shì         | Distretto di Lanshan      | 兰山区                    | Lánshān Qū                |
| Linyi 临沂市 Línyí Shì         | Distretto di Luozhuang    | 罗庄区                    | Luózhuāng Qū              |
| Linyi 临沂市 Línyí Shì         | Distretto di Hedong       | 河东区                    | Hédōng Qū                 |
| Linyi 临沂市 Línyí Shì         | Contea di Tancheng        | 郯城县                    | Tánchéng Xiàn             |
| Linyi 临沂市 Línyí Shì         | Contea di Lanling         | 苍山县                    | Lánlíng Xiàn              |
| Linyi 临沂市 Línyí Shì         | Contea di Junan           | 莒南县                    | Jǔnán Xiàn                |
| Linyi 临沂市 Línyí Shì         | Contea di Yishui          | 沂水县                    | Yíshuǐ Xiàn               |
| Linyi 临沂市 Línyí Shì         | Contea di Mengyin         | 蒙阴县                    | Méngyīn Xiàn              |
| Linyi 临沂市 Línyí Shì         | Contea di Pingyi          | 平邑县                    | Píngyì Xiàn               |
| Linyi 临沂市 Línyí Shì         | Contea di Fei             | 费县                      | Fèi Xiàn                  |
| Linyi 临沂市 Línyí Shì         | Contea di Yinan           | 沂南县                    | Yínán Xiàn                |
| Linyi 临沂市 Línyí Shì         | Contea di Linshu          | 临沭县                    | Línshù Xiàn               |
| Zaozhuang 枣庄市 Zǎozhuāng Shì | Distretto di Shizhong     | 市中区                    | Shìzhōng Qū               |
| Zaozhuang 枣庄市 Zǎozhuāng Shì | Distretto di Shanting     | 山亭区                    | Shāntíng Qū               |
| Zaozhuang 枣庄市 Zǎozhuāng Shì | Distretto di Yicheng      | 峄城区                    | Yìchéng Qū                |
| Zaozhuang 枣庄市 Zǎozhuāng Shì | Distretto di Tai'erzhuang | 台儿庄区                  | Tái'érzhuāng Qū           |
| Zaozhuang 枣庄市 Zǎozhuāng Shì | Distretto di Xuecheng     | 薛城区                    | Xuēchéng Qū               |
| Zaozhuang 枣庄市 Zǎozhuāng Shì | Tengzhou                  | 滕州市                    | Téngzhōu Shì              |
| Jining 济宁市 Jǐníng Shì       | Distretto di Rencheng     | 任城区                    | Rènchéng Qū               |
| Jining 济宁市 Jǐníng Shì       | Distretto di Yanzhou      | 兖州区                    | Yǎnzhōu Qū                |
| Jining 济宁市 Jǐníng Shì       | Contea di Weishan         | 微山县                    | Wēishān Xiàn              |
| Jining 济宁市 Jǐníng Shì       | Contea di Yutai           | 鱼台县                    | Yútái Xiàn                |
| Jining 济宁市 Jǐníng Shì       | Contea di Jinxiang        | 金乡县                    | Jīnxiāng Xiàn             |
| Jining 济宁市 Jǐníng Shì       | Contea di Jiaxiang        | 嘉祥县                    | Jiāxiáng Xiàn             |
| Jining 济宁市 Jǐníng Shì       | Contea di Wenshang        | 汶上县                    | Wénshàng Xiàn             |
| Jining 济宁市 Jǐníng Shì       | Contea di Sishui          | 泗水县                    | Sìshuǐ Xiàn               |
| Jining 济宁市 Jǐníng Shì       | Contea di Liangshan       | 梁山县                    | Liángshān Xiàn            |
| Jining 济宁市 Jǐníng Shì       | Qufu                      | 曲阜市                    | Qūfù Shì                  |
| Jining 济宁市 Jǐníng Shì       | Zoucheng                  | 邹城市                    | Zōuchéng Shì              |
| Tai'an 泰安市 Tài'ān Shì       | Distretto di Taishan      | 泰山区                    | Tàishān Qū                |
| Tai'an 泰安市 Tài'ān Shì       | Distretto di Daiyue       | 岱岳区                    | Dàiyuè Qū                 |
| Tai'an 泰安市 Tài'ān Shì       | Contea di Ningyang        | 宁阳县                    | Níngyáng Xiàn             |
| Tai'an 泰安市 Tài'ān Shì       | Contea di Dongping        | 东平县                    | Dōngpíng Xiàn             |
| Tai'an 泰安市 Tài'ān Shì       | Xintai                    | 新泰市                    | Xīntài Shì                |
| Tai'an 泰安市 Tài'ān Shì       | Feicheng                  | 肥城市                    | Féichéng Shì              |
| Binzhou 滨州市 Bīnzhōu Shì     | Distretto di Bincheng     | 滨城区                    | Bīnchéng Qū               |
| Binzhou 滨州市 Bīnzhōu Shì     | Distretto di Zhanhua      | 沾化区                    | Zhānhuà Qū                |
| Binzhou 滨州市 Bīnzhōu Shì     | Contea di Boxing          | 博兴县                    | Bóxīng Xiàn               |
| Binzhou 滨州市 Bīnzhōu Shì     | Contea di Huimin          | 惠民县                    | Huìmín Xiàn               |
| Binzhou 滨州市 Bīnzhōu Shì     | Contea di Yangxin         | 阳信县                    | Yángxìn Xiàn              |
| Binzhou 滨州市 Bīnzhōu Shì     | Contea di Wudi            | 无棣县                    | Wúdì Xiàn                 |
| Binzhou 滨州市 Bīnzhōu Shì     | Zouping                   | 邹平市                    | Zōupíng Shì               |
| Heze 菏泽市 Hézé Shì           | Distretto di Mudan        | 牡丹区                    | Mǔdān Qū                  |
| Heze 菏泽市 Hézé Shì           | Distretto di Dingtao      | 定陶区                    | Dìngtáo Qū                |
| Heze 菏泽市 Hézé Shì           | Contea di Cao             | 曹县                      | Cáo Xiàn                  |
| Heze 菏泽市 Hézé Shì           | Contea di Chengwu         | 成武县                    | Chéngwǔ Xiàn              |
| Heze 菏泽市 Hézé Shì           | Contea di Shan            | 单县                      | Shàn Xiàn                 |
| Heze 菏泽市 Hézé Shì           | Contea di Juye            | 巨野县                    | Jùyě Xiàn                 |
| Heze 菏泽市 Hézé Shì           | Contea di Yuncheng        | 郓城县                    | Yùnchéng Xiàn             |
| Heze 菏泽市 Hézé Shì           | Contea di Juancheng       | 鄄城县                    | Juànchéng Xiàn            |
| Heze 菏泽市 Hézé Shì           | Contea di Dongming        | 东明县                    | Dōngmíng Xiàn             |